# Milionia ovata
Milionia ovata là một loài bướm đêm trong họ Geometridae.